# Faseta
Faseta v likovni umetnosti je izraz, ki ga je uporabil Paul Cézanne, da bi z njim označil majhne monokromne poteze s čopičem s katerimi je mogoče izvajati prehode iz enega v drug barvni ton in v drug prostorski plan. Prehodi morajo biti izvedeni na diskontinuiran način., saj bi sicer nastale nekromatične mešanice, to pa bi bilo nelogično.